# Santa Cruz de la Zarza (kommunhuvudort)
Santa Cruz de la Zarza är en kommunhuvudort i Spanien.   Den ligger i provinsen Toledo och regionen Kastilien-La Mancha, i den centrala delen av landet, 70 km sydost om huvudstaden Madrid. Santa Cruz de la Zarza ligger 787 meter över havet och antalet invånare är 4 755.
Terrängen runt Santa Cruz de la Zarza är lite kuperad. Runt Santa Cruz de la Zarza är det glesbefolkat, med 16 invånare per kvadratkilometer. Närmaste större samhälle är Tarancón, 15,7 km öster om Santa Cruz de la Zarza. Trakten runt Santa Cruz de la Zarza består till största delen av jordbruksmark.